# 刘绍学
刘绍学（1929年11月6日—），男，辽宁辽阳人，中国数学家、教育家，曾任北京师范大学数学系教授、博士生导师。著有《环与代数》、《近世代数基础》等。